# 1933 في البرتغال
فيما يلي قوائم الأحداث التي وقعت خلال عام 1933 في البرتغال.

## سياسة

### انتهاء فترة المنصب
- 11 أبريل – أنطونيو سالازار رئيس وزراء البرتغال.

## مواليد

### يناير
- 5 يناير – خوسيه بورتو

### مارس
- 6 مارس – أميريكو لوبيز لاعب كرة قدم برتغالي.
- 10 مارس – أنطونيو دوس سانتوس بابتيستا درّاج طريق برتغالي.

### مايو
- 2 مايو – سيليستي كاييرو ناشطة برتغالية.

### يونيو
- 25 يونيو – ألفارو سيزا مهندس معماري برتغالي.

### أغسطس
- 23 أغسطس – أ. إتش دي أوليفيرا ماركيز

### أكتوبر
- 2 أكتوبر – إيرنيستو ميلو أنتونيس سياسي برتغالي.

## وفيات

### فبراير
- 8 فبراير – فرنسيسكو غوميز تيكسيرا (مواليد 1851) رياضياتي برتغالي.

### ديسمبر
- 21 ديسمبر – مانويل أنطونيو غوميز (مواليد 1868) فيزيائي برتغالي.